# Love Songs (álbum de Tina Turner)
Love Songs es un álbum recopilatorio de la cantante Tina Turner, que fue lanzado en febrero de 2014. 

## Lista de canciones
El álbum incluye las siguientes canciones:
The Best
I Don’t Wanna Lose You
Let’s Stay Together
What’s Love Got To Do With It
Missing You
Private Dancer
Two People
Look Me In The Heart
Way Of The World
Why Must We Wait Until Tonight
Falling
I Want You Near Me
Be Tender With Me Baby
Don’t Leave Me This Way
I Don’t Wanna Fight
Whatever You Need
When The Heartache Is Over
River Deep Mountain High – Ike & Tina Turner
- Datos: Q15818209